# Schalttafel

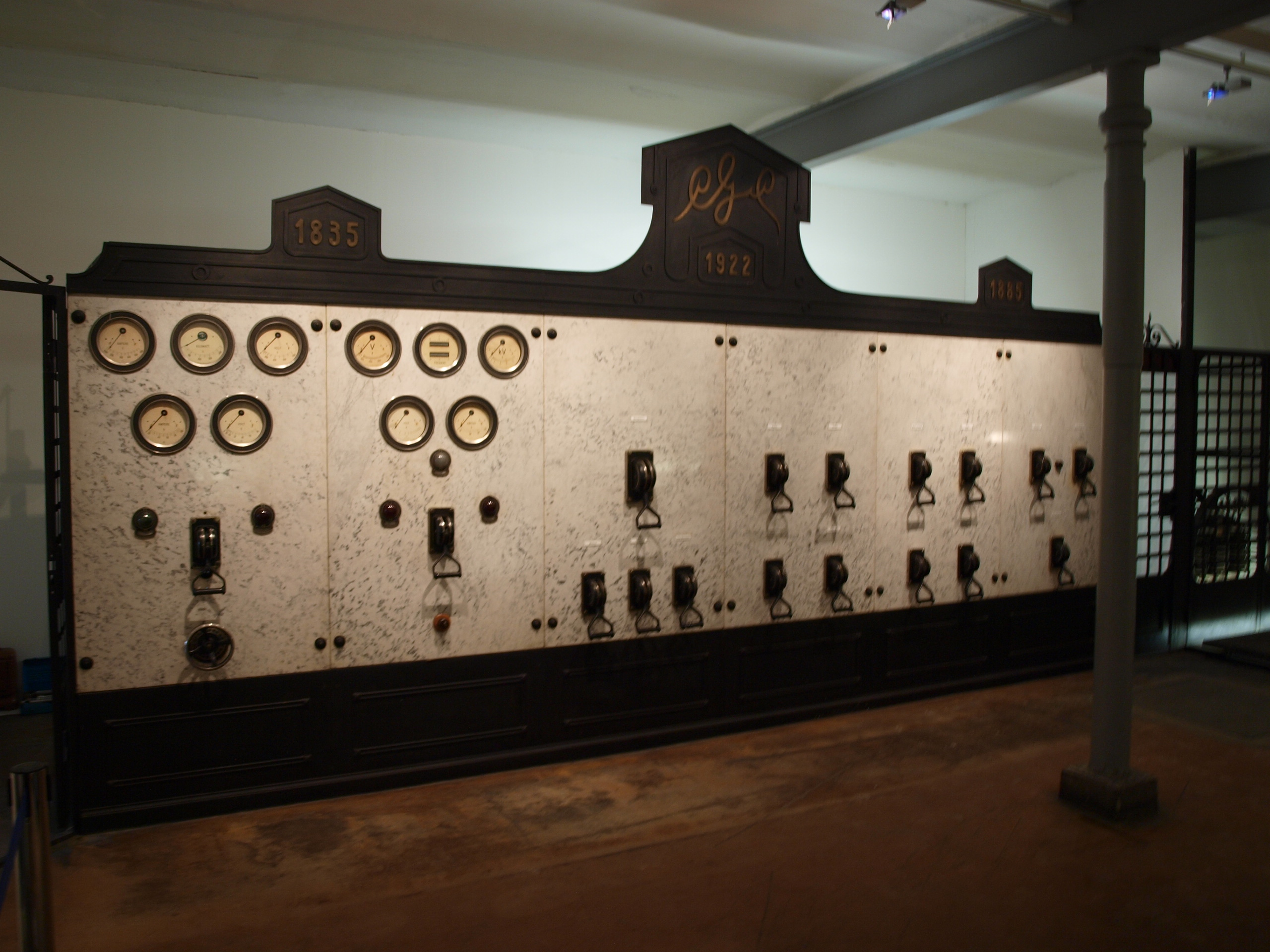
Historische Schalttafel aus Marmor

Die Schalttafel ist ein Teil einer elektrischen Installation in der Elektrotechnik und im Maschinen- und Anlagenbau. Auf ihr sind Schaltelemente der Steuerung (z. B. Schütze, Relais, aber auch Sicherungen) untergebracht; aus diesen Elementen leitet sich auch der Name ab.
Die Schalttafel ist in der Regel im Schaltschrank untergebracht; auch die Bedientafel (zum Beispiel die Tür des Schaltschrankes) enthält jedoch einen Teil der Schaltelemente (Anzeigen, Schalter, Taster). Solche Bedientafeln werden daher ebenfalls oft als Schalttafel bezeichnet. Für diese gibt es tafelmontierbare Bauteile und Geräte, zum Beispiel Bedienterminals, Anzeigelampen, Messgeräte, Taster, Schalter oder Touchscreens.

## Schalttafel vs. Verteiler

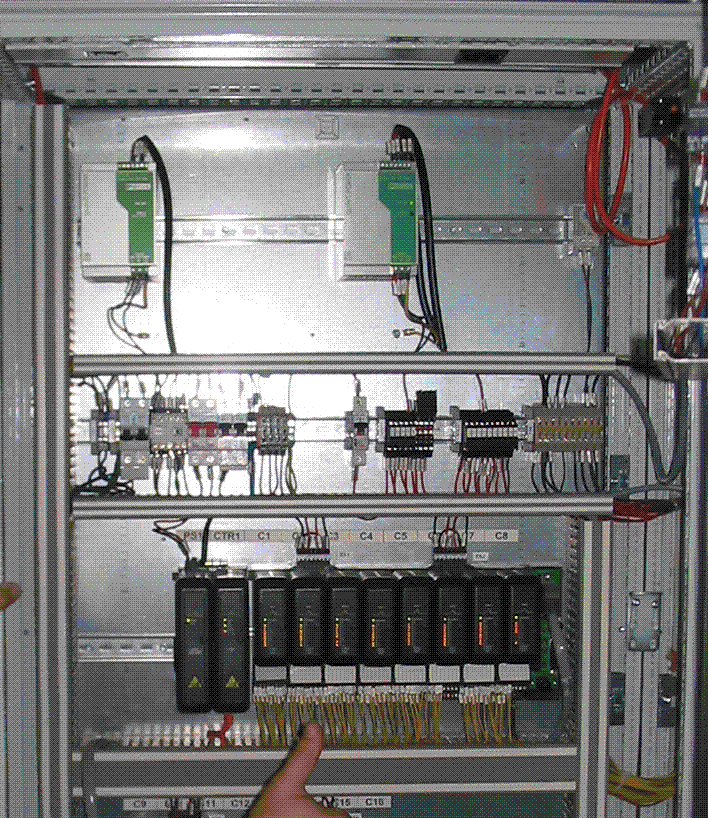
Innenleben eines Schaltschrankes mit Sicht auf die Schalttafel

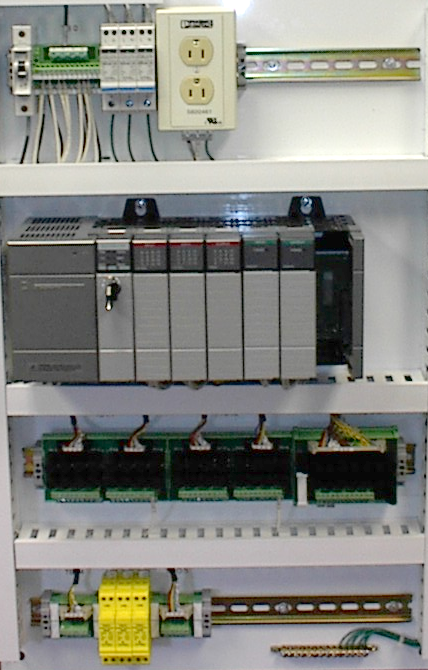
Bild einer einfachen Schalttafel: oben Stromversorgung mit Sicherungen, in der Mitte eine SPS, unten Klemmen und Notaus-Schaltgerät

Schalttafeln unterscheiden sich von Verteilern dadurch, dass in jenen nur die Elektroenergie verteilt wird: während im Verteiler in der Regel nur eine Betriebsspannung vorkommt, sind im Schaltschrank und somit auf der Schalttafel in der Regel Last- und Steuerstromkreise mit unterschiedlichen Spannungen vorhanden. Das kann Wechsel- oder Gleichspannung sein.
Die Schalttafel ist immer ein Teil einer Steuerung einer Einzelmaschine oder von Maschinengruppen und dient somit nicht nur der Energieversorgung. Die Schalttafel enthält aber in der Regel auch die einzelnen Sicherungen und zum Beispiel die Motorschutzschalter der gesteuerten Maschine.

## Schalttafel vs. Bedientafel
Da es insbesondere früher üblich war, direkt und manuell eine elektrische Anlage zu schalten, ist die Bedientafel oft zugleich Schalttafel. Bedienelemente sind aber heute oft nicht direkt, sondern über einen Steuerstromkreis mit der Maschine verbunden oder die Bedienung erfolgt über ein Computerterminal. Dann können Bedien- und Schalttafel voneinander räumlich getrennt sein. Allerdings können auch auf solchen Bedientafeln Schaltelemente vorhanden sein, die direkt in den Hauptstromkreis eingreifen (zum Beispiel der Hauptschalter) oder ihn separat beeinflussen (zum Beispiel Notausschalter).
Sind mehrere Bedientafeln in einem Leitstand vorhanden, werden sie in der Regel nach ihrer Hauptfunktion bezeichnet. In diesem Zusammenhang wird die Bezeichnung „Schalttafel“ häufig für das Bedienfeld verwendet, auf dem die Strom- und Materialflüsse (Stromverteilung, chemische Prozesse usw.) angezeigt und verwaltet werden. Solche Schalttafeln enthalten Anzeige- und Messgeräte (heute oft als Computerbildschirm) oft in der Anordnung und Darstellung eines vereinfachten Blockschaltbildes, das die Strom- und Materialflüsse und deren Parameter darstellt.

## Allgemeines
Die Schalttafel trägt die einzelnen Bauteile der Anlagensteuerung und deren Verschaltung. Sie soll eine stabile Verdrahtung mit möglichst kurzen Leitungen ermöglichen. Die Verdrahtung sollte auch eine Fehlerbehebung nicht unnötig erschweren, weshalb sie heute mit in Kanälen verlegten, oft nummerierten Einzeldrähten (heute meist Litzenleitungen) ausgeführt wird.
Auf der Schalttafel werden möglichst viele Bauteile montiert, die im Schaltplan enthalten sind. Nur die Endgeräte (z. B. ein Motor), die sich außerhalb befinden, werden über Kabel verbunden. Die Schalttafel ist in den meisten Fällen in einem Schaltschrank untergebracht, welcher an einem möglichst gut zugänglichen Standort aufgestellt wird. Alternativ ist es auch möglich, die Schalttafel an bzw. in der Maschine selbst unterzubringen. Oft befinden sich die Bedienelemente und Anzeigen in der Tür des Schrankes oder der Maschine und sind über flexible Verbindungsleitungen mit dem Inneren verbunden. In diesem Fall spricht man auch von einem „Schaltschrank mit Bedienteil“.
Oftmals ist auf der Schalttafel im Schaltschrank noch Platz für eine spätere Erweiterung der Maschinensteuerung – die Schalttafel ist dann zum Beispiel im Grundaufbau für eine komplette Maschinen-Serie geeignet und kann je nach Ausführungsvariante entsprechend ausgebaut oder erweitert werden.

## Aufbau
Historisch wurden die Bauteile einer Schalttafel einzeln auf eine isolierte Grundplatte wie auf Marmorplatten geschraubt. Diese Tafeln wurden dann in den Apparateschrank eingebaut. Auch heute noch werden die Schalttafeln, soweit möglich, außerhalb des Schaltschranks vormontiert, da dies eine leichtere Montage erlaubt.
Die Schalttafel besteht heute meist aus einem Gerüst aus Tragschienen, auf die die einzelnen Bauteile (Klemmen, Schütze, Sicherungen, Netzteile usw.) aufgerastet werden können. Die Tragschienen werden horizontal angeordnet, dazwischen liegen Kabelkanäle. In diese Kabelkanäle werden die einzelnen Litzenleitungen eingelegt und so die Bauteile gemäß dem Schaltplan verbunden. Früher fertigte man aus den fertig angeschlossenen Leitungen stattdessen Kabelbäume, diese erschwerten jedoch eine nachträgliche Änderung oder Reparatur. Kabelbäume aus Volldrähten wurden oft auch mittels Lehren (Stifte auf einem Brett) vorgefertigt. Für die Bedientafel (oft die Tür des Schaltschrankes) gibt es Geräte zum Schalttafeleinbau, das sind meist Anzeigelampen, Mess- und Bediengeräte, manchmal auch Sicherungen.
Aus Sicherheitsgründen wird auf Schalttafeln, die nicht nur mit Kleinspannung betrieben werden, eine Kunststoffabdeckung über den Teilen angebracht, die gefährliche Spannung führen. In dieser Abdeckung sind meistens Ausschnitte für die Bauteile vorhanden (Alternative ist eine durchsichtige, vollflächige Abdeckung). Die Abdeckung soll die nicht isolierten Anschlüsse der Bauteile abdecken, damit keine Berührung der Teile möglich ist, die unter Spannung stehen. Dennoch sollte ein Überblick über den Schaltzustand der einzelnen Bauteile möglich sein, um die Störungssuche zu erleichtern. Besteht die Schalttafel aus einem elektrisch leitfähigen Material, muss sie mit dem Schutzleiter verbunden werden, wenn die Bauteile nicht mit Kleinspannung betrieben werden.

## Englischer Begriff
Der Begriff englisch control panel ist mehrdeutig und wird sowohl für den Begriff Schalttafel wie in diesem Artikel verwendet, oft ist damit jedoch eine im Deutschen begrifflich abgegrenzte Bedientafel, Bedienpult oder Instrumententafel gemeint. Diese begriffliche Überschneidung entstand im Englischen durch die in der Anfangszeiten der Elektrotechnik üblichen Aufbauten wie Bedientafeln für Starkstromanlagen auf offenen Schalttafeln.